# Enlisted
Enlisted är ett MMO-förstapersonsskjutspel som rekonstruerar strider under andra världskriget. Spelet är utvecklat av Darkflow Software och utgivet av Gaijin Entertainment.  